# Crossed
Crossed es una Distopía/Terror serie limitada de diez números guionizada por Garth Ennis y dibujada por Jacen Burrows. Comenzó su publicación en 2008 bajo la editorial independiente Avatar Press, concluyó en 2010 y ha sido publicada en Estados Unidos y en otros países.
La serie fue recopilada en un único volumen en Estados Unidos.
Debido al gran éxito, la serie de cómics original ha generado una multitud de cómics adicionales que amplían el mundo de Crossed.

## Sinopsis
La historia comienza a partir del 27 de julio de 2008, se muestra como el planeta entero ha sido asolado por una extraña infección que transforma a los humanos infectados en seres totalmente libres sin control del "pulso"–véase así también a Sigmund Freud– sin remordimientos que practican todo tipo de perversiones–en mayor medida, de índole sexual–que alguna vez se les hubiera pasado por la cabeza, también parecen mostrar tolerancia al dolor y un masoquismo extremo, llegando a reírse a carcajadas mientras son descuartizados o mutilados. La infección se contagia a través de los fluidos corporales, casi siempre por mordiscos, salpicaduras de sangre o prácticas sexuales, a los humanos afectados por el virus se los reconoce mediante una cicatriz en forma de cruz roja que les aparece en la cara, se les conoce con el nombre de crossed (marcado con una cruz). La plaga se extiende increíblemente rápido y a pocos días de su inicio, los infectados ya se cuentan por cientos de millones alrededor del mundo, apenas dándole tiempo a los gobiernos o medios de comunicación para actuar, se da entender que no paso más de una semana para que la sociedad colapsara. Los "crossed" o cruzados (según algunas traducciones del cómic al español) conservan todos los conocimientos que tenían antes de ser infectados, por lo que muchos de ellos saben usar vehículos y armas de fuego, llegando a mostrar atroces signos de inteligencia.
Los hechos narrados comienzan en una zona indeterminada de Kansas en la noche del 27 de julio de 2008, cerca de la central nuclear Wolf Creek, dentro de la cafetería Jim Junior’s donde entra uno de los primeros infectados y desata la plaga en la ciudad. A partir de allí se narran los sucesos que acontecen a un grupo de supervivientes, diez meses después desde los inicios de la infección a escala mundial. La historia se narra en primera persona aunque cuenta con numerosos flashbacks, el primer brote de la enfermedad se desato hace 75 mil años en un antiguo imperio prehistórico de una especie ficticia llamada Homo Tortor, el cual también infecto a los humanos de la época llevándolos al borde de la extinción. 

### Personajes
Los personajes importantes son un grupo de supervivientes de los cuales se destacan los siguientes:
- Brett, se desconoce dónde estaba cuando empezó todo, se unió al grupo cerca de Denver porque tenía medicinas y armas.
- Cindy, camarera en Jim Junior’s, ayudó a unos cuantos a escapar de allí. Va siempre con su hijo de siete años Patrick. Hace años sufrió maltratos por parte de su marido.
- Geoff, de mediana edad, estaba en su casa cuando empezó la infección. Vivía en un pueblo pequeño donde era considerado el raro por sus conductas insinuadas como homosexuales.
- Kelly, cliente de Jim Junior’s, tras el suceso quedó ciega debido a una explosión en la central nuclear de Wolf Creek.
- Kitrick, estaba nadando en la playa con su esposa y sus hijos cuando se les acercó un grupo de cruzados, presenció como los asesinaron.
- Stan, narra la historia en primera persona, estaba en Jim Junior’s cuando entró uno de los primeros cruzados, la impresión que le causó todo el suceso ha hecho que le cambiara el color del pelo. Siente algo por Cindy.
- Thomas, cliente de Jim Junior’s, se ocupa de ayudar a Kelly, se sabe que es gay.
- Patrick, el hijo de Cindy, a pesar del cruel mundo en el que se ve inmerso, Cindy logra que sea un niño educado y una buena persona.
- Sheena, única sobreviviente de un grupo de bomberos y policías.
- Scott, paramédico sobreviviente.
- Joel, adulto "friki" superviviente que se une al grupo junto con su esposa Amy y su hija Arwen.
- Bombero, un cruzado al que le llaman bombero por su uniforme, a diferencia de los demás él es inteligente y controla sus necesidades, pero también es emocional.

Aparte de ellos aparecen otros supervivientes en los flashbacks (quienes no vivieron hasta el "presente"), incluyendo un soldado muerto cuyo diario encontró Stan y un grupo de cruzados que se obstinan en perseguir al grupo de los protagonistas, mostrando un increíble nivel de crueldad al prolongar sus métodos de tortura y no ser tan impulsivos, sino que pueden premeditar o utilizar ingeniosos métodos de tortura psicológica, volviéndose cada vez más crueles y "aprendiendo" de las situaciones y sus víctimas.

## Series

### Family Values
Escrito por David Lapham, dibujado por Javier Barreno y con portadas de Jacen Burrows, la historia no continúa respecto al cómic original sino que cuenta hechos no relacionados con este, aunque ambientados en la misma época (los primeros años de la infección). La historia se centra sobre la familia Pratt, una familia muy religiosa que viven en un rancho donde crían caballos en Carolina del Norte. Pese a la aparente tranquilidad que reina en el rancho, Joseph, el cabeza de familia, quien se cree un enviado de Dios, abusa de sus hijas y comete incesto con ellas, incluso después de que se desatara la infección a nivel global.
Garth Ennis guionista y creador de la serie original dijo que se necesitaba un nuevo equipo creativo que estuviera a la altura y contara nuevas historias ya que él no tenía nada más que contar sobre Crossed.

### Psychopath
Escrito por David Lapham, dibujado por Raulo Caceres y con portadas de varios dibujantes. Un pequeño grupo de supervivientes encuentra a un hombre herido, llamado Harold Lorre, quien termina siendo aceptado en el grupo, lo que no saben es que Harold es un psicópata con peores intenciones que los propios cruzados, el cual busca venganza contra un grupo específico de estos, quienes asesinaron a Lori, con quien estaba obsesionado. Harold no dudara en usar todos los medios posibles para lograr su objetivo, para desgracia de sus compañeros.

### 3D
Escrito por David Lapham con dibujo de Gianluca Pagliarani, se encuentra disponible solo en formato 3D (de ahí su título). Cuando uno de los últimos doctores supervivientes queda atrapado en un edificio de Nueva York, el veterano del SWAT, teniente Hunt MacAvoy, debe reunir y preparar a un grupo de soldados para ir al rescate del doctor en una misión prácticamente suicida, dentro de una ciudad con millones de cruzados que se divierten demoliendo edificios.

### Wish You Were Here
Es un webcomic escrito por Si Spurrier y dibujada por Javier Barreno y Fernando Melek. La historia es narrada en forma de un diario por su protagonista Shakey (abreviatura de Shakespeare), quien vive en la isla de la Cava, en la costa de Escocia, donde él y un puñado de supervivientes tratan de tener un intento de sociedad, mientras repelen a los cruzados que deambulan por la bahía e intentar llegar a la isla.

### +100
Escrito por el guionista Alan Moore, con dibujos de Gabriel Andrade, como su título indica, nos traslada al año 2108, 100 años después de "la sorpresa", nombre por el cual se le conoce al inicio de la infección a nivel global durante el 2008. Se muestra como la población de los cruzados se ha reducido dramáticamente debido a diversos factores, como enfermedades de todo tipo, baja natalidad y su estilo de vida extremadamente violento, mientras que los supervivientes no infectados, ahora mucho más numerosos, han empezado a reconstruir la antigua sociedad. Su protagonista es Futuro Taylor, la cronista de un grupo de exploradores que trabajan para la reconstruida ciudad de Chattanooga, ahora conocida como "Chooga", Futuro Taylor se dedica a buscar libros que le enseñen como era el mundo y la sociedad antes de "la sorpresa", llegando a maravillarse con viejas obras de ficción, sin saber que el peligro de los cruzados esta mucho más cerca de lo que cree. En 2018 se publica una secuela llamada Mimic.

### Badlands
Es la serie más extensa de la franquicia. Badlands se basa en diferentes historias con una gran variedad de protagonistas alrededor del mundo, ya sean supervivientes o cruzados, algunos personajes ya han aparecido previamente en otros cómics de Crossed, sus arcos argumentales tienen una duración variante, los cuales son escritos y dibujados por diversos autores, incluyendo a Garth Ennis, creador del cómic original.

### Dead or Alive
Es un webcomic escrito por el creador original de Crossed Garth Ennis y dibujado por Daniel Gete, su guion originalmente fue pensado para ser un proyecto cinematográfico. La historia se centra en un nuevo grupo de supervivientes, siendo un tipo con “suerte” llamado Richie el personaje principal, quien tratara de sobrevivir cueste lo que cueste, aunque tenga que deshacerse de todos, cruzados o no cruzados. Cuenta con numerosos flashbacks, los cuales dan a conocer el pasado de Richie a partir del primer día de la infección.

## Adaptación cinematográfica
La compañía Trigger Street Productions quiso financiar una película ambientada en la serie, el guion estaría escrito por Garth Ennis y estaría producida por Michael De Luca, Jason Netter y Kevin Spacey.
Sin embargo fue desestimada.